# Associação de Estudantes da NOVA Medical School
A Associação de Estudantes da NOVA Medical School (AENMS), fundada a 15 de Maio de 1979, é a representante oficial dos estudantes da NOVA Medical School | Faculdade de Ciências Médicas (NMS|FCM) da Universidade NOVA de Lisboa (UNL).  
Rege-se pelos princípios do Movimento Associativo dos estudantes portugueses: a unicidade, o apartidarismo e o laicismo. Tem como objetivos primordiais representar e defender os interesses dos estudantes da NMS|FCM, contribuir para a sua integração na Faculdade e ainda promover a sua formação nas mais diversas áreas: Ciências e Investigação, Saúde Comunitária, Sociocultural e na Educação Médica.
É constituída por 3 Órgãos Sociais, a designar: Direção, Mesa da Assembleia Geral e Conselho Fiscal e Disciplinar.

## Direção
A Direção da AENMS (DAENMS) é o órgão executivo da AENMS. São competências da DAENMS prosseguir os objetivos definidos nos Estatutos da AENMS bem como os definidos em plano de candidatura e de atividades, convocar a Assembleia Geral (AG), prosseguir os objetivos definidos em AG, administrar e zelar pelo património mobiliário e imobiliário da AENMS, gerir os funcionários da AENMS e elaborar e emitir pareceres, sempre que necessário, sobre temáticas relevantes para a AENMS e/ou seus associados, entre outros.

Atualmente a DAENMS é constituída por 7 departamentos que trabalham sob coordenação do Núcleo de Gestão (Presidente, Vice-presidentes, Tesoureira e Secretária-Geral), são eles:

### Ciência e Formação
- Diretor de Ciência e Formação e Coordenador de Estágios Clínicos: João Magalhães
- Coordenadora de Ciência e Investigação: Katarina Serralha
- Coordenadora de Formação em Medicina: Maria Castro
- Coordenadora de Formação em Ciências da Nutrição: Lucileine Ressurreição

### Comunicação e Tecnologia
- Diretora de Comunicação e Tecnologia e Coordenadora de Estratégia e Relações Públicas: Margarida Caeiro
- Coordenadora de Imagem e Meios: Inês Felix
- Coordenadora de Imagem e Meios: Leonor Neves
- Coordenador de Imagem e Meios: Vitor Gonçalves
- Coordenador de Tecnologia e Imagem: Pedro Leandro

### Internacional
- Diretor de Internacional e  Coordenador de Intercâmbios Clínicos (LEO): Gustavo Perim
- Coordenadora de Intercâmbios de Investigação (LORE): Margarida Pereira
- Coordenadora de Projetos Internacionais e LEO Assistant: Margarida Ratinho

### Política Educativa
- Diretor de Política Educativa e Educação Médica Interna: Gonçalo Macedo
- Coordenador de Educação Médica Externa e Interna: Diogo Oliveira
- Coordenadora de Educação Médica Externa e Eventos de Política Educativa: Daniela Caleira
- Coordenadora de Ensino Superior e Educação em Ciências da Nutrição: Margarida Silva

### Recreativo
- Diretor de Recreativo e Eventos: Tomás Antão
- Coordenador de Eventos: Vicente Câmara
- Coordenadora de Eventos: Joana Gomes
- Coordenador de Eventos: Francisco Araújo

### Responsabilidade Social
- Diretora de Responsabilidade Social e Coordenadora de Saúde Sexual e Reprodutiva: Catarina Marques
- Coordenadora de Ação Social: Clara Raposo Cruz
- Coordenador de Cultura: Teresa Bertrand
- Coordenadora de Desporto: Inês Fraga
- Coordenador de Saúde Pública: Inês Lourenço

### Sustentabilidade
- Diretor de Sustentabilidade e Coordenador de Parcerias: João Nuno Ribeiro
- Coordenadora da Loja AENMS e Vice-Tesoureira: Joana Ribeiro
- Coordenadora de Sustentabilidade Ambiental e Património: Joana Grilo

Para além destes departamentos, a DAENMS engloba também 8 projetos, cuja presidência segue em baixo:

### Projetos
- Presidente da Comissão Organizadora da FRONTAL: Pedro Pargana Ribeiro
- Presidente da Comissão Organizadora do FutureMD: Joana Carvalho
- Presidente da Comissão Organizadora do iMed Conference: Maria Vinhas
- Presidente da Comissão Organizadora do Hospital da Bonecada: João Mendes
- Presidente da Comissão Organizadora do MarcaMundos: Joana Stone
- Presidente da Comissão Organizadora da N2S Conference: Catarina Brás
- Presidente da Comissão Organizadora do Saúde Porta-a-Porta: Teresa Rodrigues
- Presidente da Comissão Organizadora do SexEd: Joana Quintino

## Mesa da Assembleia Geral
A Mesa da Assembleia Geral (MAG) é o órgão que preside à Assembleia Geral (AG). A AG é o órgão deliberativo máximo da AENMS e as suas decisões vinculam todos os associados da AENMS.

### Composição
- Uma Presidente: Mafalda Faísco
- Uma Vice-Presidente: Inês Carmona
- Uma Secretária: Bruna Fonte
- Dois vogais suplentes: Cláudia Mateus e Rodrigo Toro

## Conselho Fiscal e Disciplinar
O Conselho Fiscal e Disciplinar (CFD) é a estrutura a quem compete zelar pelo património material e imaterial da AENMS. 

### Composição
- Um Presidente: Daniel Barbosa
- Um Vice-Presidente: Ricardo Mata
- Uma Relatora: Margarida Pena
- Duas vogais: Sofia Araújo e Filipa Resende